# Balabani
Balabani (en serbe cyrillique: Балабани) est un village de l'est du Monténégro, dans la municipalité de Zeta.

## Démographie

### Évolution historique de la population
| 1948 | 1953 | 1961 | 1971 | 1981 | 1991 | 2003 |
| ---- | ---- | ---- | ---- | ---- | ---- | ---- |
| 659  | 743  | 793  | 932  | 605  | 556  | 938  |